# Deltazotus obesus
Deltazotus obesus är en insektsart som beskrevs av Henry Fairfield Osborn och Ball 1898. Deltazotus obesus ingår i släktet Deltazotus och familjen dvärgstritar. Inga underarter finns listade i Catalogue of Life.